# هلال (رياضيات)
في الهندسة،  الهلال  هو أحد شكلين يشبهان تقريبًا هلال القمر.

## الهندسة السطحية
في الهندسة المستوية، الهلال هو منطقة مقعرة محصورة بين قوسين، ويصاحبها شكل محدب كالعدسة. الهلال هو الجزء الناتج من تقاطع دائرتين. فمثلاً، إذا كانت «أ» و «ب» دائرتان، فإن ناتج تقاطعهما يكون هلال.
|                                                                        |  |  |
|                                                                        |  |  |
| في الهندسة السطحية، الشكل المتكون من التقاطع هو هلال (باللون الرمادي). |  |  |

## الهندسة الكروية

الهلال الكروي، كما بالشكل الأخضر اللون.

في الهندسة الكروية الهلال هو المنطقة في الكرة المحصورة بين دائرتين عُظمتين.

## وصلات خارجية
- The Five Squarable Lunes at MathPages